# Tesoro de Ziwiye

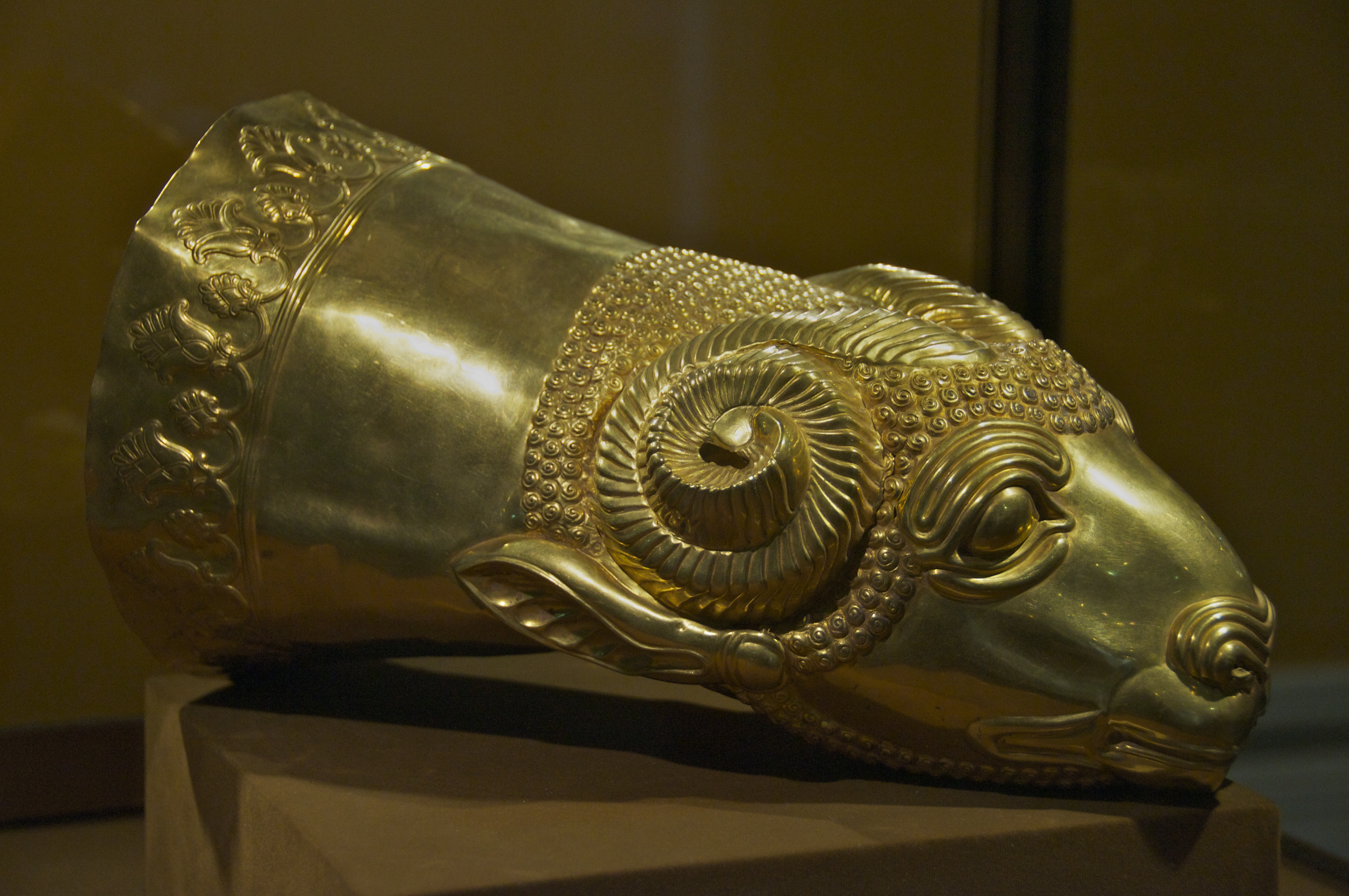
Ritón de oro en forma de cabeza de carnero, Museo Reza Abbasi, Teherán

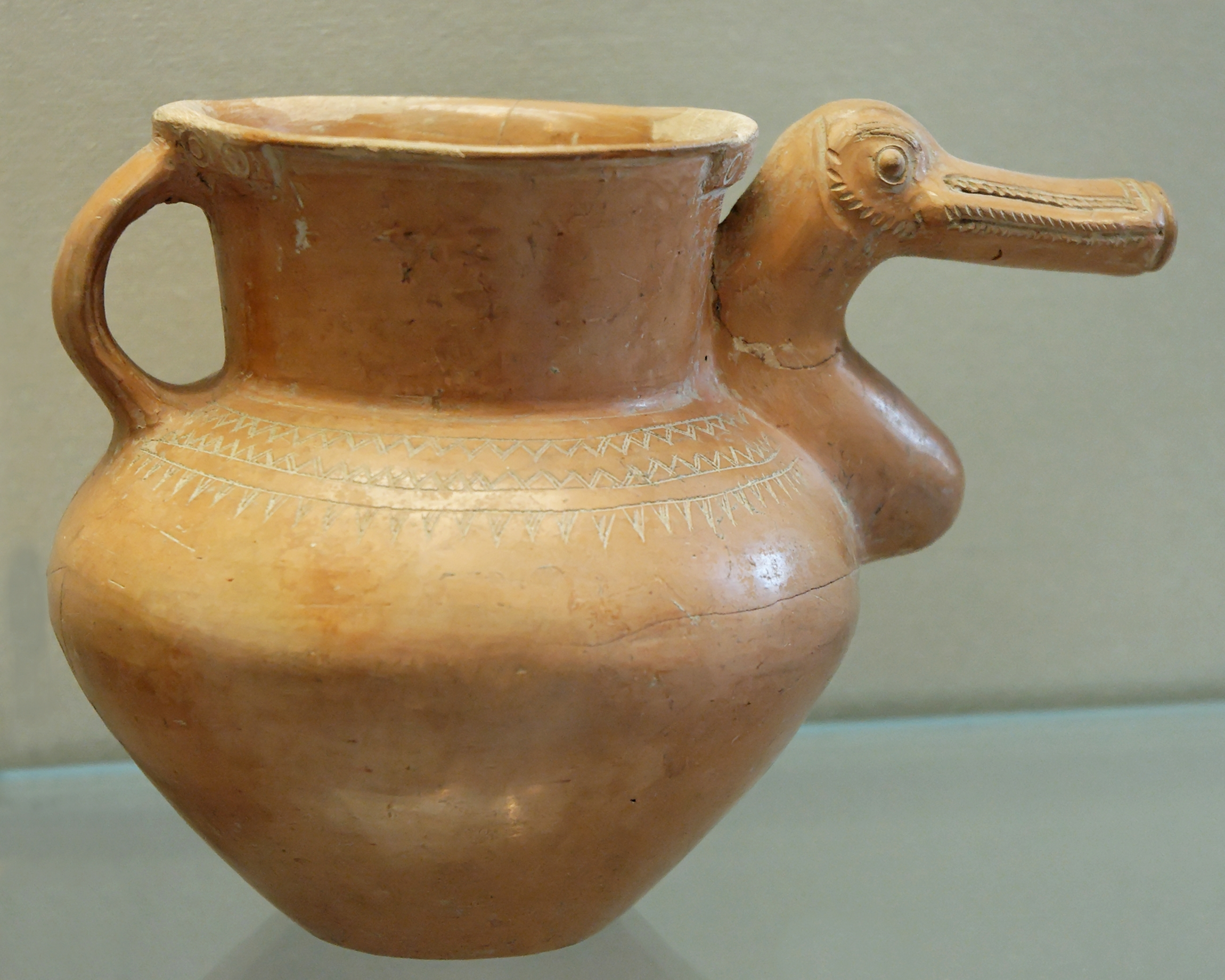
Vaso de pato, Museo del Louvre

El tesoro de Ziwiye es un depósito de objetos elaborados en oro, plata y marfil, que fue descubierto en la orilla sur del lago Urmia en Ziwiyeh, Saqqez, provincia de Kurdistán, Irán, en 1947.

## Procedencia
Los objetos incluidos en el tesoro proporcionan un enlace entre las culturas de la meseta iraní y las formas de arte escita o nómada conocidas como el "estilo animal". "Los motivos escitas adoptados por Urartu son los responsables de la decoración del gran tesoro de Sakiz que apareció en la orilla meridional del lago Urmia," fue lo que dijo Leonard Woolley (Woolley 1961 p 176).

## Estilo
El tesoro contiene objetos en cuatro estilos: asirio, escita, proto-aqueménida, y piezas nativas de la provincia. Data de hacia 700 a. C., esta colección de objetos ilustra la situación de la meseta iraní como cruce de caminos de caminos culturales— no siendo el menor de ellos la ruta de la seda— que fusionó culturas diferentes para informar el arte iraní temprano. Los objetos se han relacionado también con hallazgos en Teppe Hasanlu y Marlyk.

## Ubicación actual
Ejemplares del tesoro de Ziwiye están dispersos entre colecciones públicas y privadas. Una procedencia 'Ziwiye' puede haberse aplicado a objetos semejantes que han pasado al mercado desde los años sesenta. Objetos atribuidos al tesoro se encuentran actualmente en el Museo Metropolitano de Arte de Nueva York, el Louvre en París y el Museo Británico en Londres.

## Controversia
El arqueólogo Oscar White Muscarella ha cuestionado todo el relato del hallazgo del tesoro (como ha hecho con el más antiguo tesoro del Oxus), señalando que ninguno de los objetos fueron excavados bajo condiciones arqueológicas, sino que pasaron directamente a manos de comerciantes. Concluye que "no hay fuentes objetivas de información que acredite que alguno de estos objetos fueran encontrados en Ziwiye, aunque es probable que algunos de ellos sí lo fueran", y que los objetos carecen de valor histórico o arqueológico como grupo", aunque muchos son genuinos y "exquisitas obras de arte".  En un trabajo posterior, Muscarella denunció varios objetos "Ziwiye" como falsificaciones modernas.

## galería

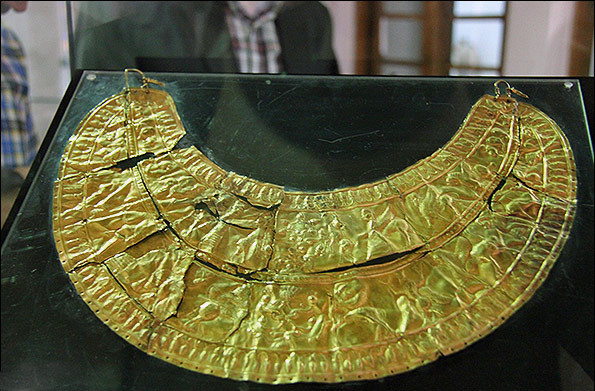
Collar ancho de oro.
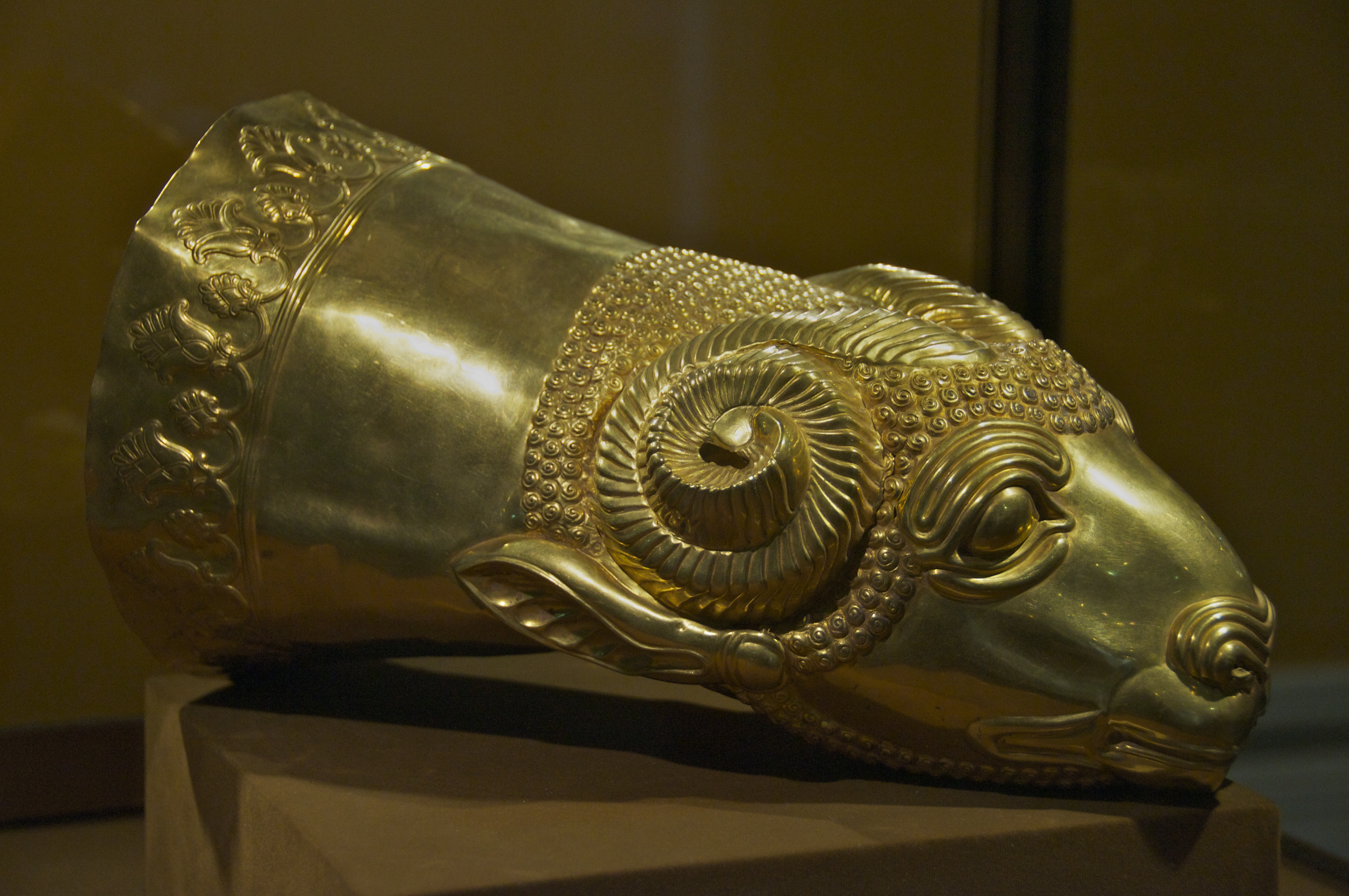
Ritón de oro en forma de cabeza de carnero.
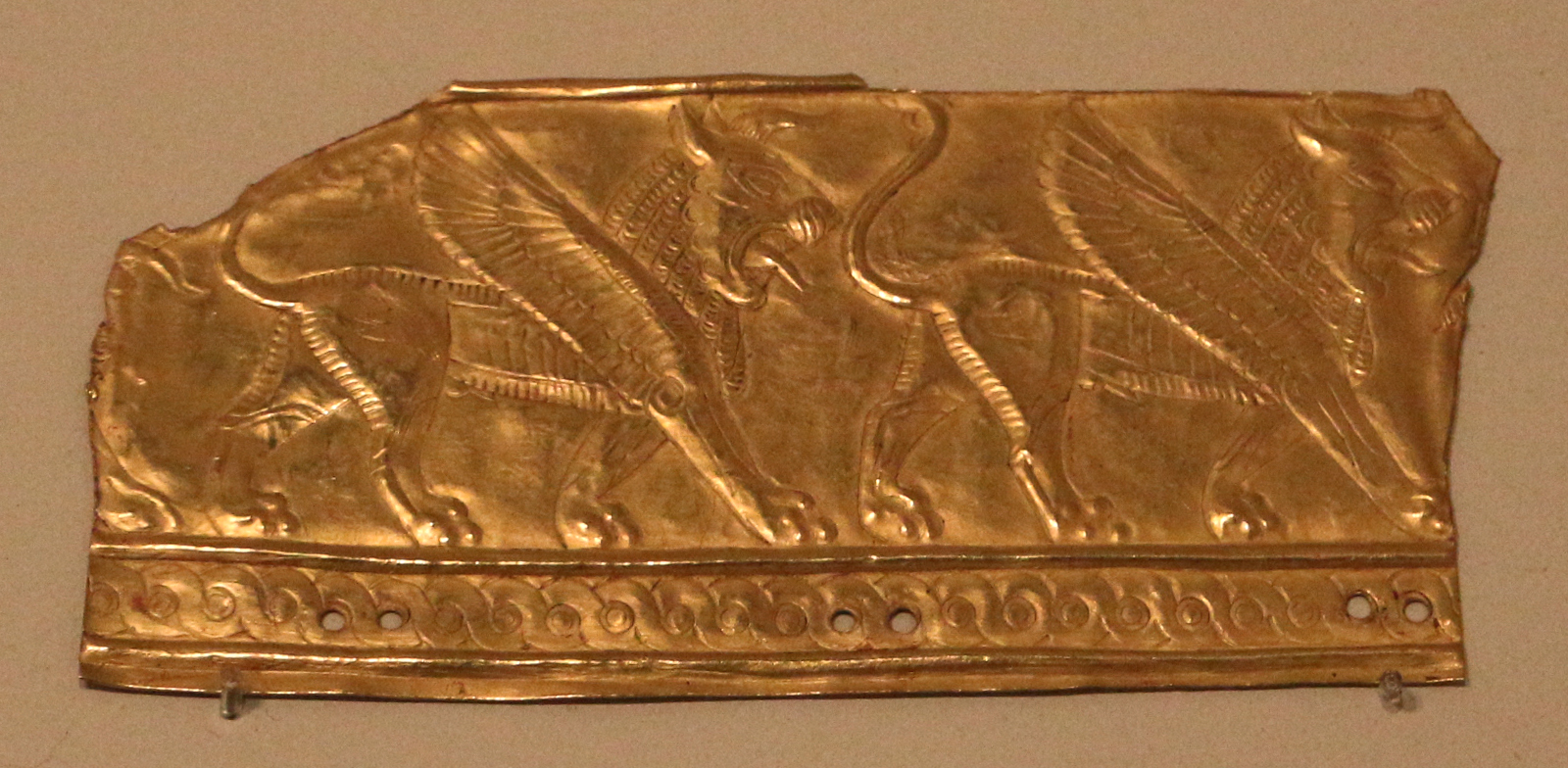
Placa de oro.
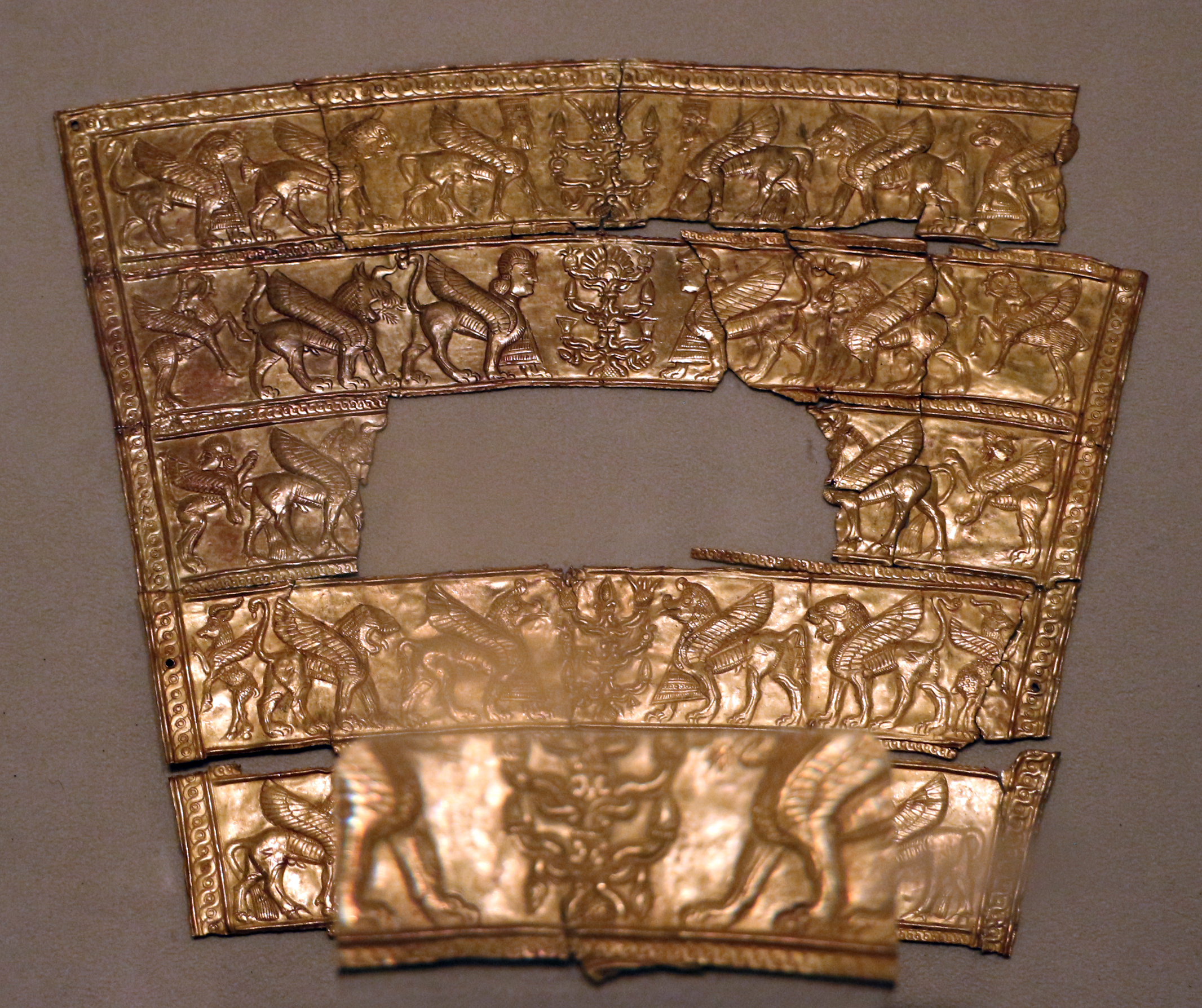
Placa de oro.
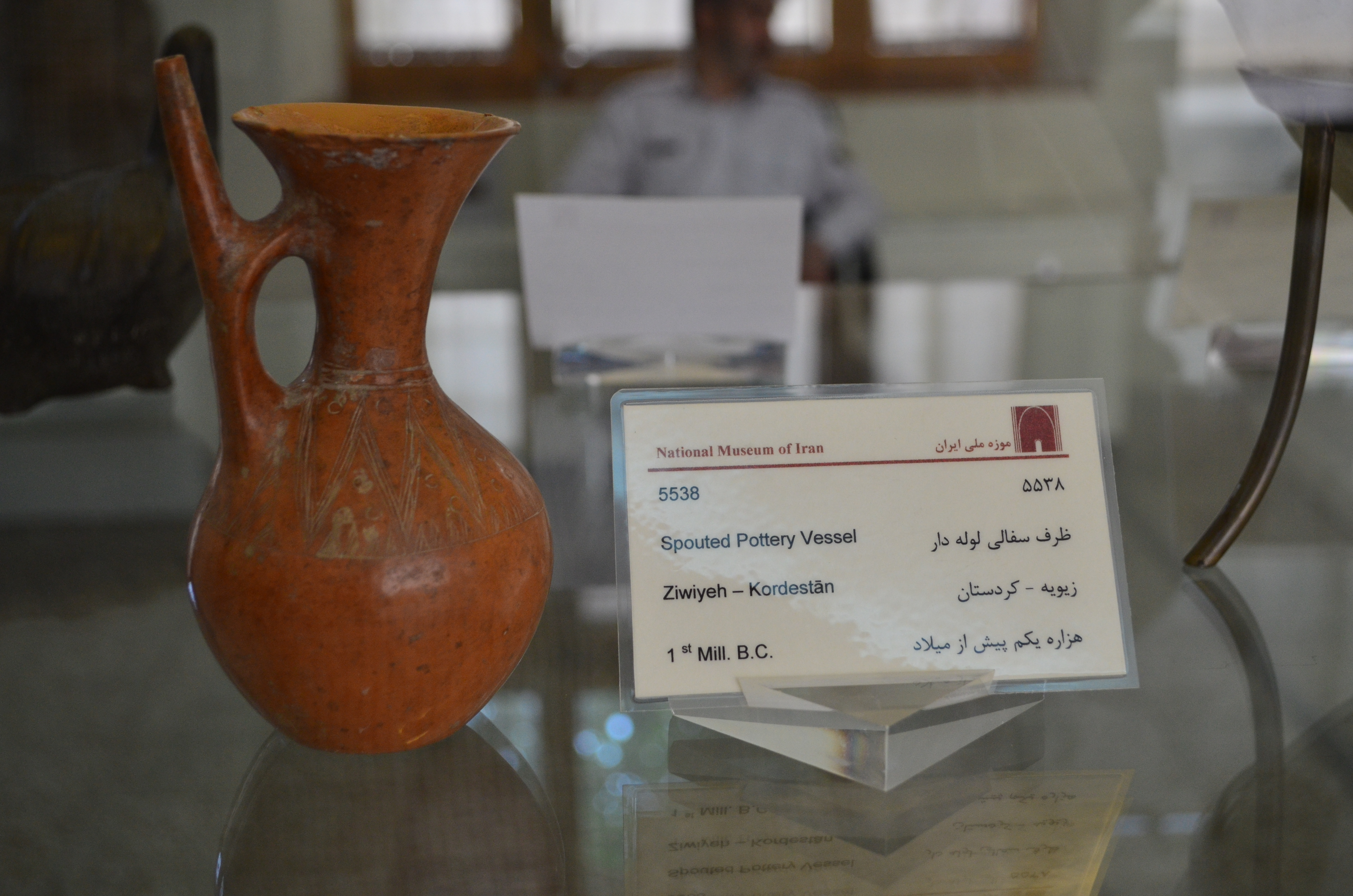
Jarra.
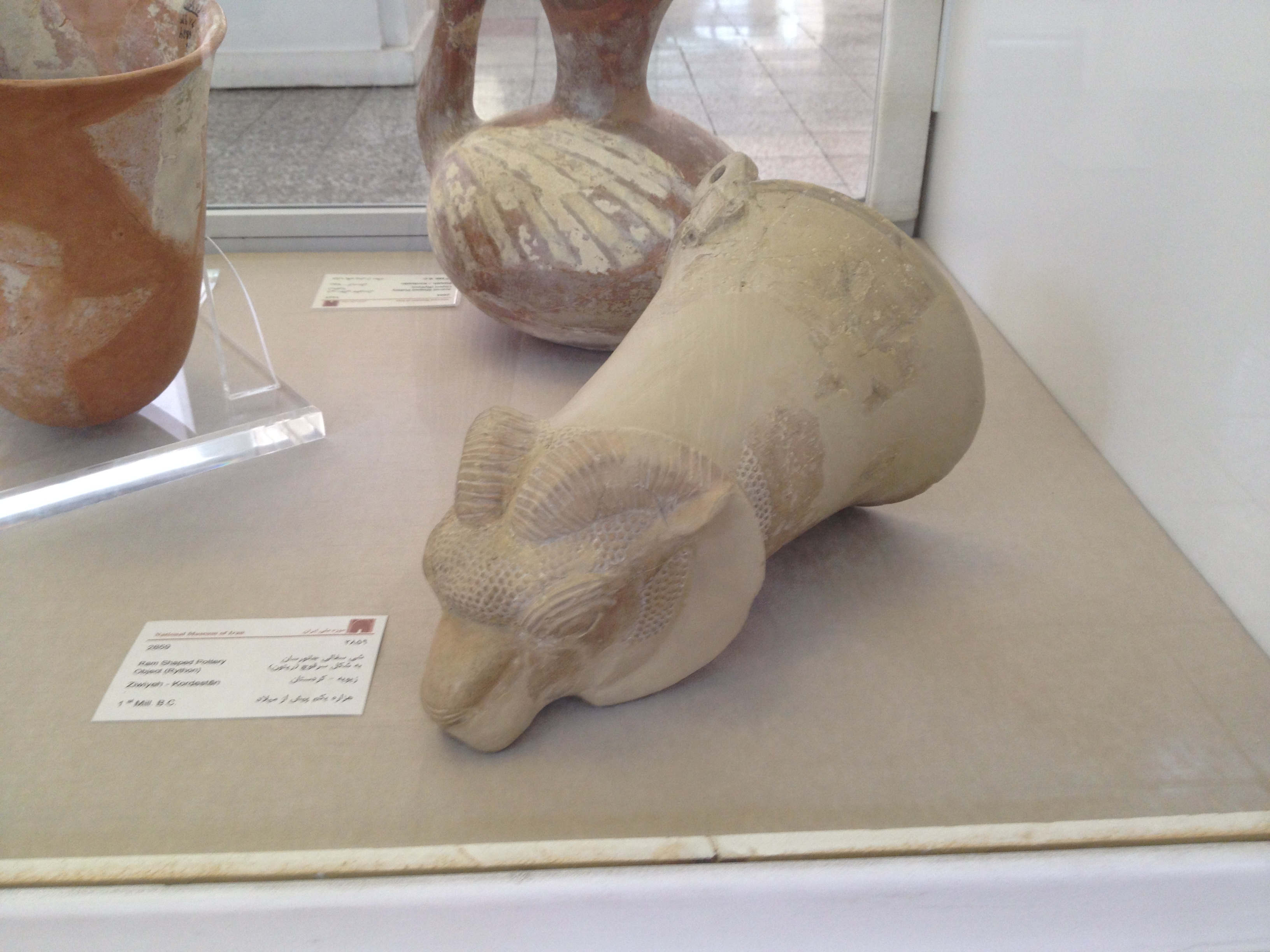
Ritón de cerámica en forma de cabeza de carnero.
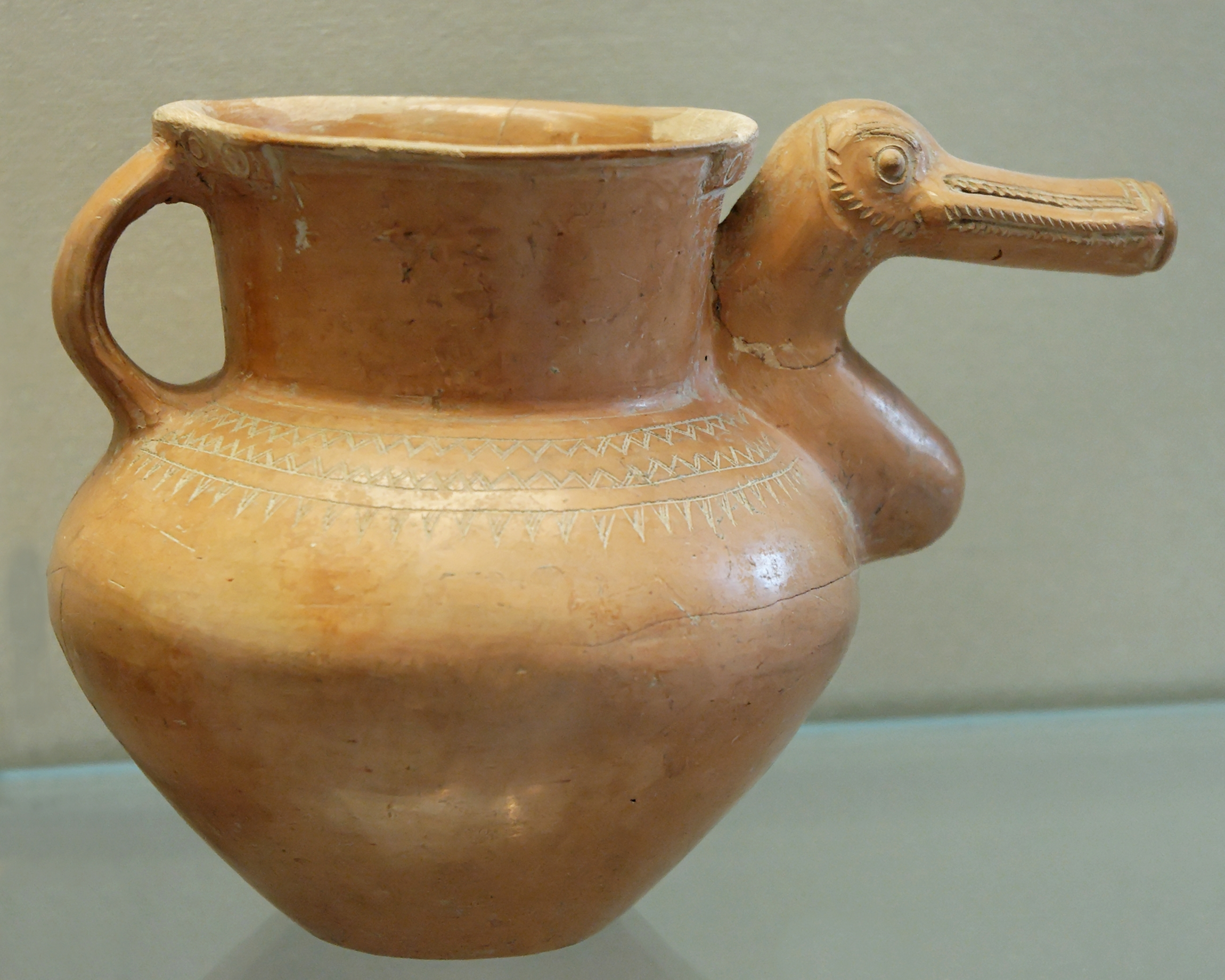
Florero pato.
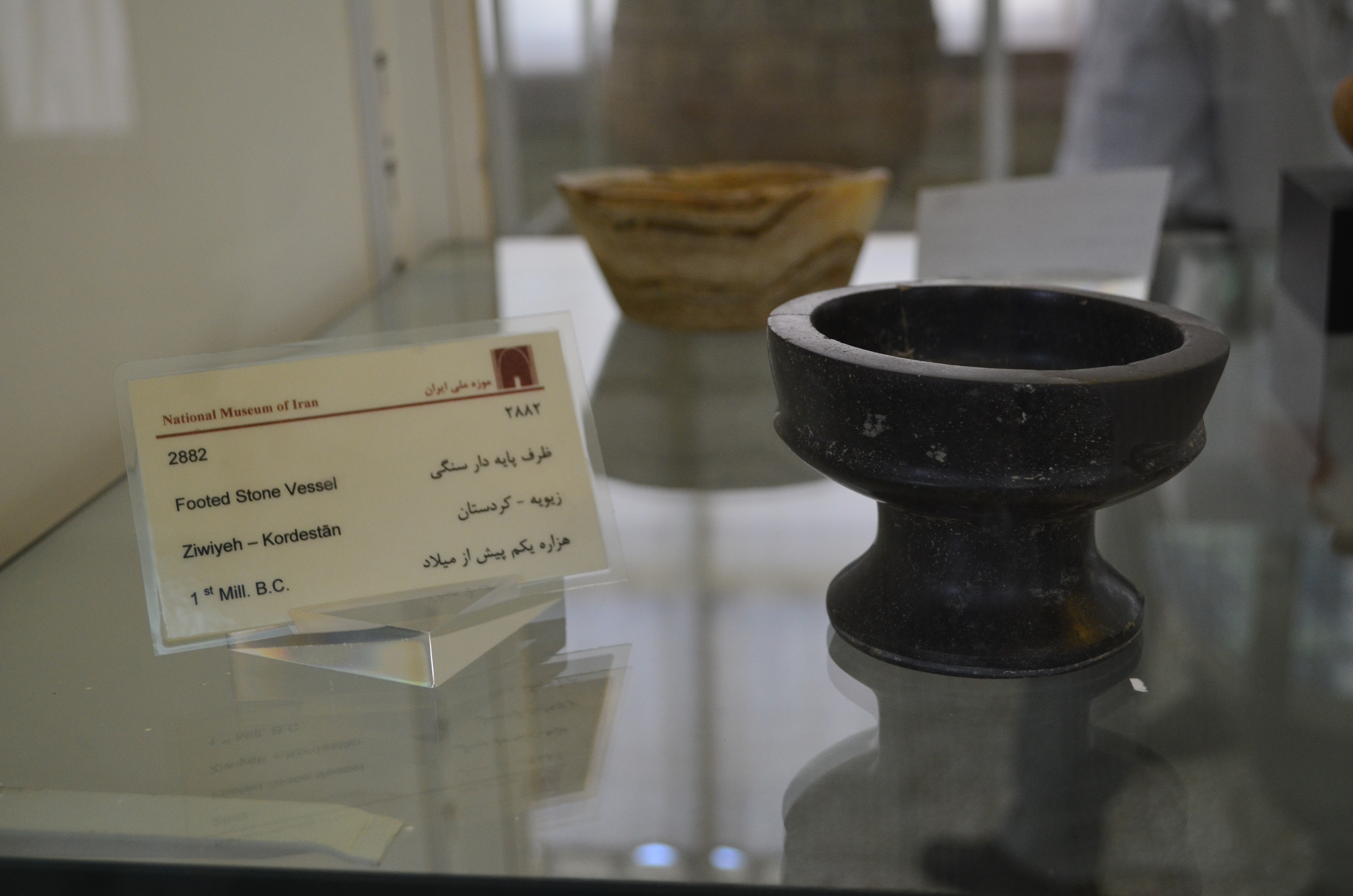
Cuenco con base.
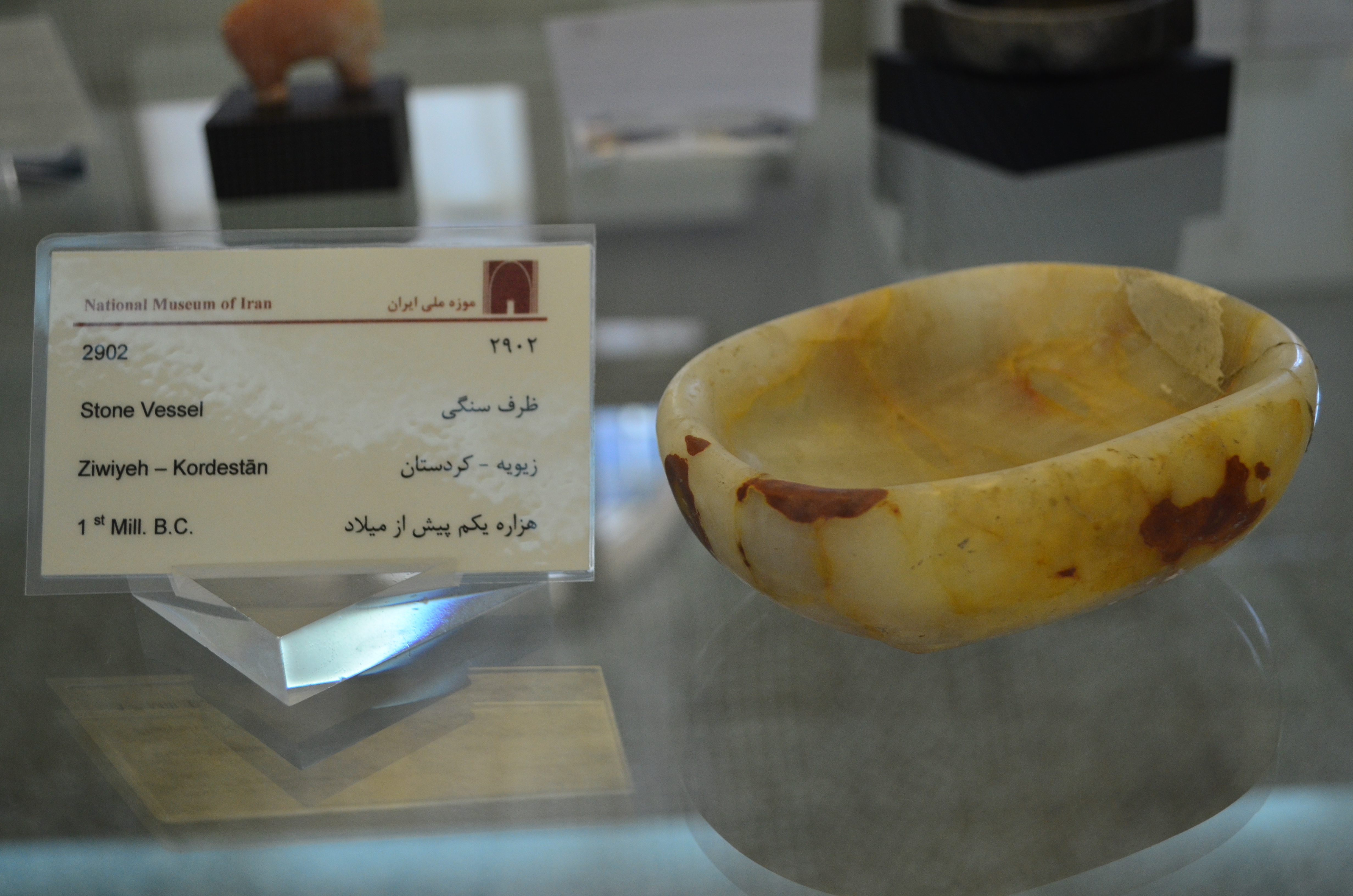
Cuenco de mármol.
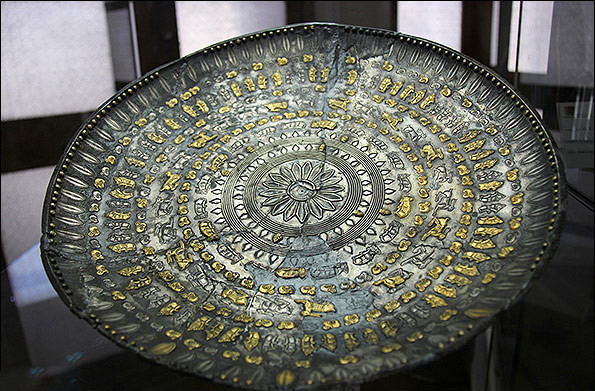
Bandeja
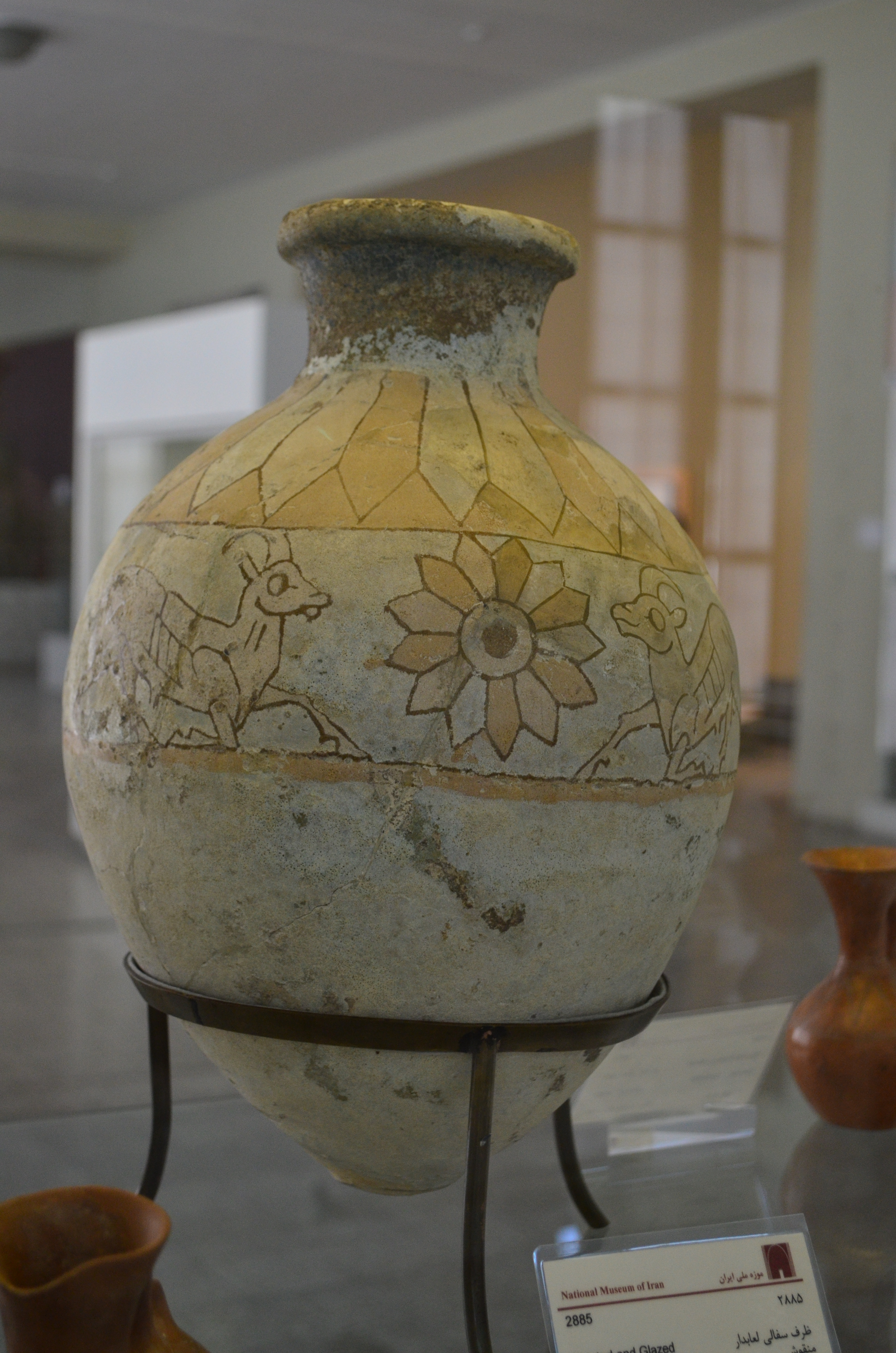
Jarra de barro grande pintada.
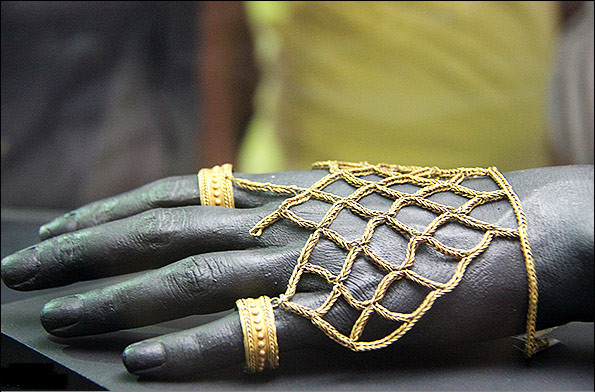
Pulsera.
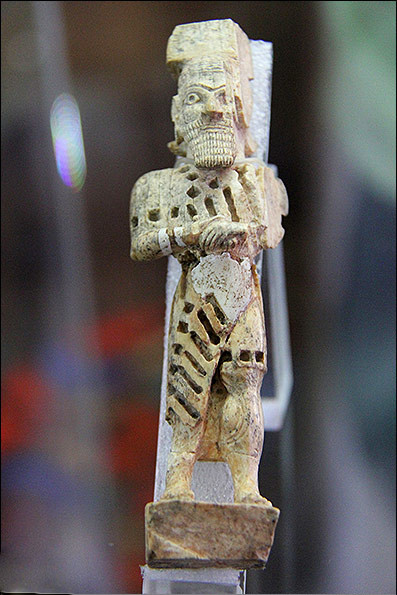
Soldado.
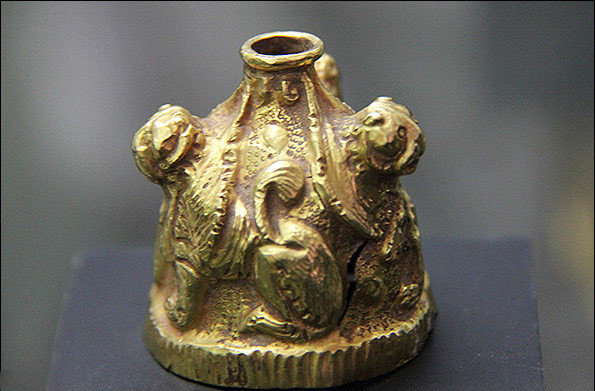
Pieza de oro.
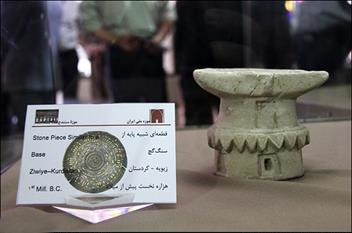
Base de piedra.
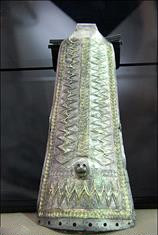
Escudo.
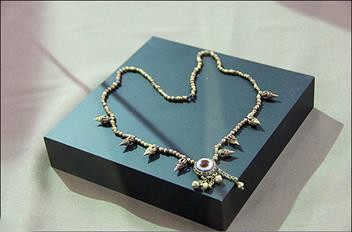
Collar.
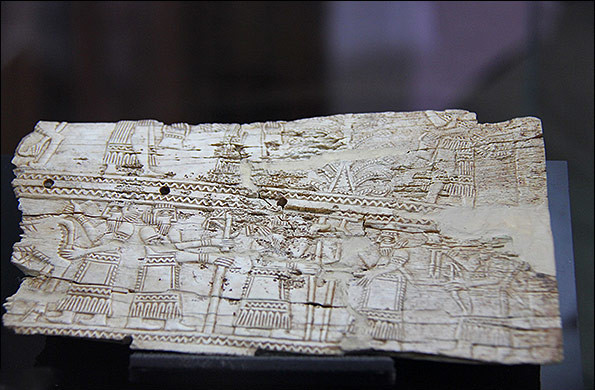
Placa con relieves.